# Герб Сімаківки
Герб Сімакі́вки — офіційний символ села Сімаківка Ємільчинського району Житомирської області, затверджений 6 грудня 2013 р. рішенням № 942 XXIV сесії Сімаківської сільської ради VI скликання.

## Опис
На зеленому щиті дві золотих руки підтримують лазурову квітку льону з золотим стеблом і серединкою. Угорі квітка супроводжується сімома золотими зернами пшениці з чорними прожилками, розміщеними в два ряди півколами, чотири і три. Щит обрамований золотим декоративним картушем і увінчаний золотою сільською короною.

## Значення символів
Квітка льону відображає досягнення мешканців у галузі льонарства. Золота серцевина означає, що в основі всього лежить духовне: віра, справедливість, милосердя. Золоті руки підкреслюють цінність кожної людини. 3ерна символізують сім окремих хуторів, що були об'єднанні в єдине село Сімаківку. Золотий колір — символ сонця та хлібного поля. Чорний колір — символ печалі давніми традиціями і долями людей, які були зруйновані за зміни порядків і влади.
Автори — П. В. Скиба, Лідія Олексіївна Головатюк.